# San Juan Lalana
San Juan Lalana es una población del estado mexicano de Oaxaca. situada al noroeste de la entidad y que es cabecera del municipio del mismo nombre.

## Historia
De acuerdo a la tradición de la región, la población fue establecida cerca del año 1100 por el rey Quian Nan, quién conquistó la región. Entre el 1100 y el 1200 varias tribus se establecieron en el pueblo.
En 1456 los mexicas llegaron a la región, empezando con relaciones comerciales para posteriormente ejecutar una conquista militar. La población se sublevó constantemente y algunos de sus habitantes prefirieron trasladarse a otras partes. El régimen mexica permitió que las personas conservaran un gobierno interno y que rindieran culto a sus propios dioses. En el códice Mendocino se señala que tributaban collares de oro, armaduras con incrustaciones de oro, plumas de Quetzal, telas de algodón, pelotas de hule, vainilla, cacao, maíz y frijol.